# Сілін-Худук
42°34′16″ пн. ш. 112°46′49″ сх. д. / 42.571111111111° пн. ш. 112.78027777778° сх. д.
Сілін-Худук (Сіліньхудуга; кит. 锡林呼都嘎站, пін. Xīlínhūdūgá Zhàn) — залізнична станція в КНР, розміщена на Цзінін-Ерляньській залізниці між станціями Чжужихе і Сайхан-Тала.
Розташована в хошуні Сунід – Правий стяг (аймак Шилін-Гол, автономний район Внутрішня Монголія). Відкрита в 1954 році.